# Sarah Spillane
Pour les articles homonymes, voir Sarah et Spillane.
Sarah Spillane est une réalisatrice, scénariste, productrice, monteuse et actrice australienne. 

## Filmographie
| année     | film                   | actrice         | réalisatrice | scénariste | monteuse | productrice | notes                      |
| --------- | ---------------------- | --------------- | ------------ | ---------- | -------- | ----------- | -------------------------- |
| 1989-1990 | E Street               | Annie Wheeler   |              |            |          |             | série télévisée            |
| 1990      | A Country Practice     | une adolescente |              |            |          |             | série télévisée            |
| 1992      | The Girl from Tomorrow | Debbie          |              |            |          |             | série télévisée            |
| 1992      | G.P. (en)              | Karen           |              |            |          |             | série télévisée            |
| 2007      | The Manual             |                 | Oui          | Oui        |          |             | court métrage              |
| 2007      | Australian Tails       |                 | Oui          | Oui        | Oui      |             | court métrage              |
| 2008      | Kris Cross             |                 | Oui          | Oui        | Oui      |             | court métrage documentaire |
| 2008      | The Apology            |                 | Oui          | Oui        |          |             | court métrage documentaire |
| 2008      | This Life              |                 | Oui          | Oui        |          |             | long métrage               |
| 2013      | Around the Block       |                 | Oui          | Oui        |          | Oui         | long métrage               |
| 2016      | Missing Person         |                 |              |            |          | Oui         | mini-série                 |
| 2018      | True Spirit            |                 | Oui          | Oui        |          |             | long métrage               |